# Nowi kumple
Nowi kumple – singel polskich raperów White’a 2115, Bedoesa i Kuqe, promujący album studyjny, zatytułowany Rockstar. Singel został wydany 23 sierpnia 2018.
Nagranie otrzymało w Polsce status podwójnej platynowej płyty, przekraczając liczbę 40 tysięcy sprzedanych kopii.

## Geneza utworu i historia wydania
Utwór napisali i skomponowali Borys Przybylski, Kuqe, MajinSauce i Sebastian Czekaj.
Singel ukazał się w formacie digital download 23 sierpnia 2018 w Polsce za pośrednictwem wytwórni płytowej SBM Label. Kompozycja została umieszczona na debiutanckim albumie studyjnym White’a 2115 – Rockstar.

## Lista utworów
- Digital download[4]

1. „Nowi kumple” – 3:44

## Certyfikaty
| Kraj          | Certyfikat         | Sprzedaż |
| ------------- | ------------------ | -------- |
| Polska (ZPAV) | 2x platynowa płyta | 40 000+  |